# دیوید برتلو
دیوید برتلو (انگلیسی: David Berthelot؛ زادهٔ ۲۲ سپتامبر ۱۹۷۷) بازیکن فوتبال است.
از باشگاه‌هایی که در آن بازی کرده‌است می‌توان به باشگاه فوتبال ستاره سرخ اشاره کرد.